# Perşembe (Zeitung)
Perşembe war eine von 2000 bis 2002 zweisprachig auf Deutsch und Türkisch erscheinende Wochenzeitung, die zeitweise insbesondere innerhalb der türkischen Medienlandschaft für Aufsehen sorgte.
„Perşembe“ ist das türkische Wort für Donnerstag, dem wöchentlichen Erscheinungstag.

## Herausgeber
Herausgeber des zunächst achtseitigen Blattes war Alper Öktem, ein türkischer Mediziner, der 1978 nach Deutschland gekommen war und hier als Radiologe in einer gemeinsamen Praxis mit seiner Frau gearbeitet hatte. Er hat zwei Kinder und ist Mitglied der Partei Bündnis 90/Die Grünen. Öktem hatte bis zum Start von Perşembe kaum Erfahrung mit der Herausgabe von Zeitungen. Fest zur Redaktion Öktems gehörte Claudia Dantschke, später als verantwortlicher Redakteur auch Ömer Erzeren.

## Vertrieb
Besondere Verbreitung erhielt die einzige „Deutsch-Türkische Wochenzeitung“ dadurch, dass sie deutschlandweit der Berliner tageszeitung beigelegt wurde. Perşembe war aber auch unabhängig von der taz als eigenständiges Blatt abonnierbar.

## Themen
Perşembe richtete sich an die türkische Einwanderergesellschaft genauso wie an die deutsche Mehrheitsgesellschaft. Das Blatt verstand sich als „Anerkennung und Umsetzung einer existierenden bikulturellen Realität“. Es wurde vielfach auch als Alternative zu einer zu diesem Zeitpunkt relativ türkeizentrierten und von deutschlandspezifischen Themen weitgehend abgeschotteten türkischsprachigen Pressewelt in der Bundesrepublik genannt. Perşembe berichtete aber auch ausführlich über Türkei-Themen, über die zu diesem Zeitpunkt in anderen türkischen Presseerzeugnissen noch kaum berichtet wurde, zum Beispiel über latenten Antisemitismus in der türkischen Gesellschaft, die sogenannte Kurdenfrage oder den Völkermord an den Armeniern von 1915 bis 1917.

## Wirkung
Auch wenn die erstmals am 7. September 2000 erschienene Zeitung kein besonderer Lesererfolg wurde, war das Wochenblatt doch ein „Aufreger“ insbesondere in der türkischen Presse. Die Zeitung Hürriyet veröffentlichte einen Schmähbrief gegen das Blatt, Aydınlık behauptete, das deutsche Außenministerium sponsere Perşembe mit jährlich fünf Millionen Mark. Das in der deutschen Presse vielgelobte Experiment wurde im März 2002 wieder eingestellt, bewirkte jedoch die Einführung deutscher Seiten in den Europaausgaben türkischer Blätter mit und hatte positiven Einfluss auf die Anerkennung deutscher Realitäten in deren Berichterstattung.